# اچ‌دی ۲۰۸۱۷۷
اچ‌دی ۲۰۸۱۷۷ یک ستاره است که در صورت فلکی دلو قرار دارد.